# Bennett Hill
John Bennett Hill (ur. 31 maja 1893 roku w Nowym Jorku, zm. 9 grudnia 1977 roku w Los Angeles) – amerykański kierowca wyścigowy.

## Kariera
W swojej karierze Hill startował głównie w Stanach Zjednoczonych w mistrzostwach AAA Championship Car oraz towarzyszącym mistrzostwom słynnym wyścigu Indianapolis 500, będącym w latach 1923-1930 jednym z wyścigów Grandes Épreuves. W drugim sezonie startów, w 1921 roku w wyścigu Indianapolis 500 uplasował się na ósmej pozycji. W mistrzostwach AAA z dorobkiem 57 punktów został sklasyfikowany na szesnastej pozycji w klasyfikacji generalnej. Rok później odniósł jedno zwycięstwo. Uzbierane 459 punktów dało mu piąte miejsce w klasyfikacji mistrzostw. W 1923 roku trzykrotnie stawał na podium, w tym raz na jego najwyższym stopniu. Dorobek 955 punktów pozwolił mu stanąć na najniższym stopniu podium klasyfikacji generalnej. W sezonie 1924 zakończył wyścig na torze Indianapolis Motor Speedway na piątym miejscu, plasując się ostatecznie ponownie na trzeciej pozycji w klasyfikacji generalnej. Do czołówki Amerykanin powrócił w 1926 roku, kiedy w Indy 500 był dwunasty i w mistrzostwach uzbierał łącznie 1050 punktów. Dało mu to czwarte miejsce w końcowej klasyfikacji kierowców.